# Noémie Lvovsky

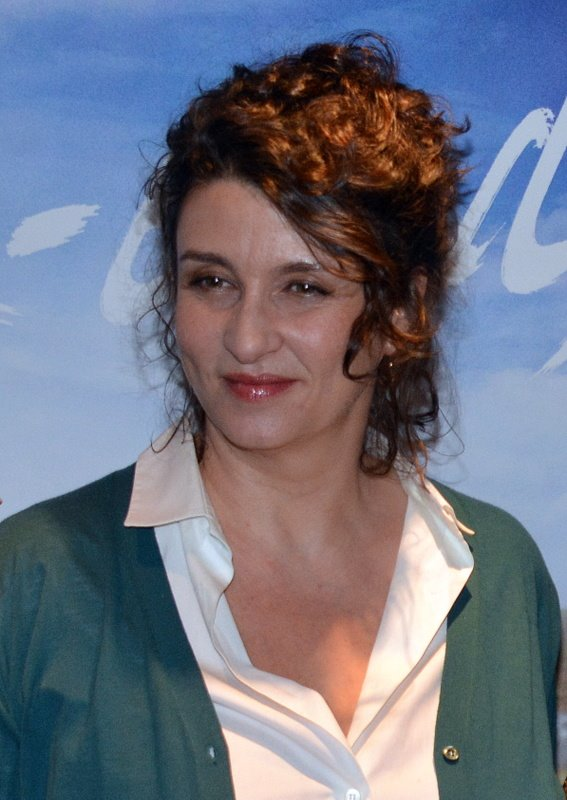
Noémie Lvovsky (2014)

Noémie Lvovsky (* 14. Dezember 1964 in Paris) ist eine französische Filmregisseurin, Drehbuchautorin und Schauspielerin.

## Leben
Nach ihrem Abschluss an der renommierten Filmhochschule La fémis drehte Lvovsky als Regisseurin die vier Kurzfilme La belle, Une visite, Dis-moi oui, dis-moi non und Embrasse-moi, bevor sie mit dem 1994 erschienenen und mit Laurent Grévill, Emmanuelle Devos und Valeria Bruni Tedeschi in den Hauptrollen besetzten Filmdrama Vergiß mich mit einem Langspielfilm debütierte. Mit Bruni Tedeschi verband sie bereits zuvor eine langjährige Zusammenarbeit, spielte diese doch in Lvovskys Kurzfilmen mit. Später sollte Lvovsky für die von Bruni Tedeschi inszenierten Spielfilme Eher geht ein Kamel durchs Nadelöhr … und Actrices – oder der Traum aus der Nacht davor mit am Drehbuch schreiben.
In der 2001 erschienenen und von Yvan Attal inszenierten Liebeskomödie Meine Frau, die Schauspielerin debütierte Lvovsky als Schauspielerin auf der Leinwand. An der Seite von Attal, Charlotte Gainsbourg, Terence Stamp und Laurent Bateau spielte sie die Figur der Nathalie, wofür sie bei der Verleihung des französischen Filmpreises César 2002 als Beste Nebendarstellerin nominiert wurde. Für ihre Darstellungen in Backstage, Actrices – oder der Traum aus der Nacht davor, Jungs bleiben Jungs und Haus der Sünde folgte jeweils eine weitere Nominierung in derselben Kategorie.

## Filmografie (Auswahl)

### Regie
- 1986: La belle
- 1987: Une visite
- 1989: Dis-moi oui, dis-moi non
- 1990: Embrasse-moi
- 1994: Vergiß mich (Oublie-moi)
- 2003: Gefühlsverwirrungen (Les sentiments)
- 2007: Faut que ça danse!
- 2012: Camille – Verliebt nochmal! (Camille redouble)
- 2017: Morgen und an jedem anderen Tag (Demain et tous les autres jours)
- 2022: Der große Zauber (La Grande Magie)

### Drehbuch
- 1989: Dis-moi oui, dis-moi non
- 1990: Embrasse-moi
- 1992: Die Wache (La sentinelle)
- 1994: Vergiß mich (Oublie-moi)
- 1996: Lola im Technoland (Clubbed to Death)
- 2003: Eher geht ein Kamel durchs Nadelöhr … (Il est plus facile pour un chameau …)
- 2003: Gefühlsverwirrungen (Les sentiments)
- 2007: Actrices – oder der Traum aus der Nacht davor (Actrices)
- 2012: Camille – Verliebt nochmal! (Camille redouble)
- 2013: Ein Schloss in Italien (Un château en Italie)
- 2015: Drei Schwestern (Les trois sœurs, Fernsehfilm)
- 2017: Morgen und an jedem anderen Tag (Demain et tous les autres jours)
- 2018: Les estivants
- 2022: Forever Young (Les Amandiers)
- 2022: Der große Zauber (La Grande Magie)

### Darstellerin
- 2001: Meine Frau, die Schauspielerin (Ma femme est une actrice)
- 2004: Das Leben ist seltsam (Rois et reine)
- 2005: Backstage
- 2007: Actrices – oder der Traum aus der Nacht davor (Actrices)
- 2008: Ein schlichtes Herz (Un cœur simple)
- 2009: Jungs bleiben Jungs (Les beaux gosses)
- 2009: Zu zweit ist es leichter (À deux c’est plus facile)
- 2011: 17 Mädchen (17 filles)
- 2011: À moi seule
- 2011: Familientreffen mit Hindernissen (Le skylab)
- 2011: Haftbefehl – Im Zweifel gegen den Angeklagten (Présumé coupable)
- 2011: Haus der Sünde (L’Apollonide (Souvenirs de la maison close))
- 2012: Leb wohl, meine Königin! (Les adieux à la reine)
- 2012: Camille – Verliebt nochmal! (Camille redouble)
- 2013: Chez nous c’est trois!
- 2014: My Old Lady
- 2014: Tristesse Club
- 2014: Jacky im Königreich der Frauen (Jacky au royaume des filles)
- 2015: La belle saison – Eine Sommerliebe (La Belle Saison)
- 2015: Wochenenden in der Normandie (Week-ends)
- 2015: Dein Wille geschehe (Ainsi soient-ils, Fernsehserie, 7 Folgen)
- 2016: Monsieur Chocolat (Chocolat)
- 2017: Nach einer wahren Geschichte (D‘après une histoire vraie)
- 2018: Ein Volk und sein König (Un peuple et son roi)
- 2018: Der Glanz der Unsichtbaren (Les Invisibles)
- 2018: Les estivants
- 2018: Deux fils
- 2019: Play
- 2019: À cœur battant
- 2019: Meine überirdische Mutter (Si tu vois ma mère, Fernsehfilm)
- 2020: Die perfekte Ehefrau (La bonne épouse)
- 2020: Freudenmädchen (Filles de joie)
- 2020: Teddy
- 2021: Der kleine Nick auf Schatzsuche (Le trésor du petit Nicolas)
- 2022: Der große Zauber (La grande magie)
- 2022: Youssef Salem a du succès
- 2022: Nobody’s Hero (Viens je t’emmène)
- 2022: Die Purpursegel (L’envol)
- 2023: Jeanne du Barry
- 2023: Madame de Sévigné
- 2024: Weihnachten in der Familie (Un Noël en famille)

## Auszeichnung (Auswahl)
- César 2002: Nominierung als Beste Nebendarstellerin für Meine Frau, die Schauspielerin
- César 2004: Nominierung für den Besten Film für Gefühlsverwirrungen
- César 2006: Nominierung als Beste Nebendarstellerin für Backstage
- César 2008: Nominierung als Beste Nebendarstellerin für Actrices – oder der Traum aus der Nacht davor
- César 2010: Nominierung als Beste Nebendarstellerin für Jungs bleiben Jungs
- César 2012: Nominierung als Beste Nebendarstellerin für Haus der Sünde
- Tromsø Internasjonale Filmfestival 2013: FIPRESCI-Preis für Camille – Verliebt nochmal!